# Sanne Troelsgaard
Sanne Troelsgaard Nielsen (Vejen, 15 agosto 1988) è una calciatrice danese, attaccante del Midtjylland e della nazionale danese.
È sorella gemella di Lotte, anch'ella calciatrice nel medesimo ruolo e che ha condiviso con lei la maglia del KoldingQ e della nazionale.

## Carriera

### Club
Sanne Troelsgaard si appassiona al gioco del calcio fin dalla giovane età decidendo di tesserarsi con il Vejen SF dall'età di sei anni, trasferendosi in seguito al Kolding Boldklub per giocare nelle sue formazioni giovanili. All'età di 14 anni passa all'Haderslev FK dove rimane due stagioni per trasferirsi nel 2005 al SønderjyskE dove rimane fino al 2009.
Nell'estate 2009 trova un accordo con il Brøndby per la stagione entrante, società con la quale conquista il titolo di campione di Danimarca al termine del campionato di Elitedivisionen 2010-2011 e due Coppe di Danimarca nel 2010 e 2011.
Nel maggio 2011 Troelsgaard si trasferisce alla società polisportiva IK Skovbakken per giocare nella loro sezione di calcio femminile, dove rimane una sola stagione prima di rientrare al Brøndby. Durante la sua militanza nel Skovbakken, nel dicembre 2011 viene nominata migliore calciatrice della Danimarca (Årets kvinnliga fotbollsspelare i Danmark). Con il Brøndby vince un nuovo titolo nazionale al termine della Elitedivisionen 2012-2013 e altre due Coppe di Danimarca, stagioni 2012-2013 e 2013-2014.
Nell'agosto 2014 si trasferisce al KoldingQ, società dove già gioca la sorella gemella Lotte.
Nel febbraio 2017 Troelsgaard coglie l'occasione per giocare per la prima volta in carriera in un campionato straniero, sottoscrivendo un contratto semestrale con il Rosengård, con il quale debutta in Damallsvenskan, livello di vertice del campionato svedese, per la prima parte della stagione.

### Nazionale
Sanne Troelsgaard viene convocata dalla Federcalcio danese (DBU) per rappresentare la nazione vestendo la maglia delle giovanili danesi, prima nella under 17, dove gioca dal 2004 al 2005, per passare poi alla formazione under 19 per raggiunti limiti di età ed infine alla under 23.
Grazie alle sue prestazione nelle giovanili, nel 2008 è inserita in rosa nella nazionale maggiore, selezionata per vestire la maglia della Danimarca impegnata all'edizione 2008 dell'Algarve Cup, dove debutta il 10 marzo, nella partita vinta per 1-0 sulle avversarie della Finlandia, rilevando al 73' Mia Brogaard.
In seguito Troelsgaard viene inserita in rosa dal ct Kenneth Heiner-Møller nella formazione impegnata alle qualificazioni al campionato europeo di Finlandia 2009, contribuendo ad accedere alla fase finale e condividendo con le compagne l'eliminazione alla fase a gironi.
Heiner-Møller le rinnova la fiducia inserendola nella squadra che punta, senza riuscire a superare le qualificazioni, al Mondiale di Germania 2011, e durante le qualificazioni dell'Europeo di Svezia 2013, contribuendo ad accedere azlla fase finale ma non riuscendo però a parteciparvi a causa di una malattia in famiglia.
Il 22 ottobre 2016, in occasione dell'incontro dove la Danimarca supera per l'Islanda per 1-0, Troelsgaard gioca la sua centesima partita con la maglia della nazionale.

## Statistiche

### Presenze e reti nel club
Statistiche (parziali) aggiornate al 17 maggio 2025.
| Stagione         | Squadra          | Campionato       | Campionato | Campionato | Coppe nazionali | Coppe nazionali | Coppe nazionali | Coppe continentali | Coppe continentali | Coppe continentali | Altre coppe | Altre coppe | Altre coppe | Totale | Totale |
| Stagione         | Squadra          | Comp             | Pres       | Reti       | Comp            | Pres            | Reti            | Comp               | Pres               | Reti               | Comp        | Pres        | Reti        | Pres   | Reti   |
| ---------------- | ---------------- | ---------------- | ---------- | ---------- | --------------- | --------------- | --------------- | ------------------ | ------------------ | ------------------ | ----------- | ----------- | ----------- | ------ | ------ |
| 2017             | Rosengård        | DS               | 21         | 8          | CS              | 1               | 1               | UWCL               | 2                  | 0                  |             | -           | -           | 24     | 9      |
| 2018             | Rosengård        | DS               | 21         | 8          | CS              | 1               | 1               | UWCL               | 2                  | 0                  |             | -           | -           | 24     | 9      |
| 2019             | Rosengård        | DS               | 22         | 3          | CS              | -               | -               | UWCL               | 4                  | 0                  |             | -           | -           | 26     | 3      |
| 2020             | Rosengård        | DS               | 22         | 2          | CS              | 1               | 1               | UWCL               | 4                  | 0                  |             | -           | -           | 27     | 3      |
| 2021             | Rosengård        | DS               | 21         | 9          | CS              | 3               | 2               | UWCL               | 2                  | 0                  |             | -           | -           | 26     | 11     |
| Totale Rosengard | Totale Rosengard | Totale Rosengard | 107        | 30         |                 | 6               | 5               |                    | 14                 | 0                  |             | -           | -           | 127    | 35     |
| 2021-2022        | Reading          | WSL              | 13         | 0          | WC              | 2               | 0               | -                  | -                  | -                  |             | -           | -           | 15     | 0      |
| 2022-2023        | Reading          | WSL              | 20         | 4          | WC              | 5               | 4               | -                  | -                  | -                  |             | -           | -           | 25     | 8      |
| 2023-2024        | Reading          | WC               | 8          | 0          | WC              | 4               | 0               | -                  | -                  | -                  |             | -           | -           | 12     | 0      |
| Totale Reading   | Totale Reading   | Totale Reading   | 41         | 4          |                 | 11              | 4               |                    | -                  | -                  |             | -           | -           | 52     | 8      |
| gen-giu-2024     | Roma             | A                | 12         | 2          | CI              | 3               | 0               | UWCL               | -                  | -                  | -           | -           | -           | 15     | 2      |
| 2024-2025        | Roma             | A                | 22         | 0          | CI              | 4               | 0               | UWCL               | 8                  | 0                  | SI          | 0           | 0           | 34     | 0      |
| Totale Roma      | Totale Roma      | Totale Roma      | 34         | 2          |                 | 7               | 0               |                    | 8                  | 0                  |             | -           | -           | 49     | 2      |
| Totale carriera  | Totale carriera  | Totale carriera  | 182+       | 36+        |                 | 24+             | 9+              |                    | 22+                | 0+                 |             | -           | -           | 228+   | 45+    |

## Palmarès
- Coppa di Danimarca: 4

Brøndby: 2009-2010, 2010-2011, 2012-2013, 2013-2014
- Campionato danese: 2

Brøndby: 2010-2011, 2012-2013
- Campionato svedese: 2

Rosengård: 2019, 2021
- Campionato italiano: 1

Roma: 2023-2024
- Coppa Italia: 1

Roma: 2023-2024
- Supercoppa italiana: 1

Roma: 2024